# Solare Baupflicht
Die solare Baupflicht (auch Solarpflicht) bezeichnet Regelungen von Kommunen und Bundesländern in Deutschland sowie Kantonen in der Schweiz, welche die Eigentümer von Neu- und Bestandsbauten aus Gründen des Klimaschutzes zum Einbau von solarthermischen oder Photovoltaikanlage verpflichten. Wird ausschließlich die Installation von Photovoltaikanlagen vorgeschrieben, so wird auch von Photovoltaik-Pflicht gesprochen.

## Entwicklung in Deutschland
Aktuell gibt es sowohl auf kommunaler sowie auf Länderebene Pflichten für den Bau von Solaranlagen. In acht der 16 Bundesländer ist die Installation von Solaranlagen bei Neubau und/oder Sanierung unter bestimmten Voraussetzungen verpflichtend.

### Solarpflicht auf kommunaler Ebene
2006 war Waiblingen die erste Stadt in Deutschland, die eine Solaranlagenpflicht für Neubauten einführte.
Die Stadt Tübingen erwirbt aufgrund eines Gemeinderatsbeschlusses von 2018 neu zu bebauende Grundstücke nach einem Zwischenerwerbsmodell. Bei der Weiterveräußerung muss sich der Käufer verpflichten, eine Photovoltaikanlage zu montieren. Auch in städtebaulichen Verträgen macht die Stadt von diesem Modell Gebrauch. Die solare Baupflicht gilt für private, gewerbliche oder öffentliche Gebäude.
Die Stadt Amberg will nach einem Gemeinderatsbeschluss vom 16. Dezember 2019 in künftigen Bebauungsplänen als Teil eines Konzepts zum nachhaltigen Bauen eine Verpflichtung für Photovoltaikanlagen einführen.
Eine bußgeldbewehrte „Satzung zur Solaren Baupflicht“ der Stadt Marburg aus dem Jahr 2008 erklärte das Verwaltungsgericht Gießen im Mai 2010 für unwirksam. Einer Neuregelung mit Wirkung zum 1. Juli 2011 stand die geänderte Hessische Bauordnung entgegen.
In Bonn müssen beim Verkauf städtischer Grundstücke seit dem 1. Januar 2021 PV-Anlagen auf Neubauten errichtet werden. Das hatte der Rat der Stadt Bonn im September 2020 beschlossen. Die Solarverpflichtung entfällt nur, wenn eine PV-Anlage vor Ort nachweislich nicht wirtschaftlich ist. Ein Beschluss zur Solarpflicht bei städtebaulichen Verträgen ist in Vorbereitung.

### Land Hamburg
Als erstes deutsches Bundesland hat Hamburg ab 2023 eine Pflicht zur Installation von Solaranlagen gesetzlich vorgeschrieben.

### Land Baden-Württemberg
In Baden-Württemberg ist eine solche für Nichtwohngebäude und Parkplatzflächen mit mehr als 75 Stellplätzen für Kraftfahrzeuge ab dem Jahr 2022 grundsätzlich verpflichtend. Außerdem müssen ab dem 1. Mai 2022 neue Wohngebäude und ab dem 1. Januar 2023 auch bei einer grundlegenden Dachsanierung bestehende Wohngebäude zwingend mit einer Solaranlage ausgestattet werden.

### Land Nordrhein-Westfalen
In Nordrhein-Westfalen hatte NRW-Bauministerin Ina Scharrenbach (CDU) im Dezember 2020 angekündigt, dass über neu gebauten offenen Parkflächen mit mehr als 25 Plätzen in Nordrhein-Westfalen künftig Photovoltaikanlagen Pflicht werden sollen. Christian Mildenberger vom Landesverband Erneuerbare Energien NRW forderte im Januar 2021 die Einführung einer Solardachpflicht für neu gebaute Häuser in Nordrhein-Westfalen. Ab dem Jahr 2022 besteht außerdem eine Solarcarport-Pflicht in Nordrhein-Westfalen.

### Land Berlin
Auch im Land Berlin wurde 2021 eine Photovoltaik-Pflicht für neue Wohn- und Nicht-Wohngebäude ab 2023 beschlossen. Diese Verpflichtung greift bei Neubauten sowie bei wesentlichen Umbauten von Dächern im Gebäudebestand mit einer Nutzfläche von mehr als 50 Quadratmetern, wobei die Photovoltaikanlagen mindestens 30 Prozent der Nettodachfläche bedecken müssen.

### Freistaat Bayern
In Bayern wird die Einführung diskutiert, dort soll es voraussichtlich ab 2022 eine solare Baupflicht – anfangs für gewerbliche Neubauten und später für private Neubauten – geben.

### Land Niedersachsen
In Niedersachsen soll es eine Pflicht zur Installation von Solaranlagen für Neubauten mit überwiegend gewerblicher Nutzung ab 75 Quadratmetern Dachfläche ab 2022 geben.

### Land Schleswig-Holstein
Der Entwurf für ein neues Energiewende- und Klimaschutzgesetz beinhaltet eine Pflicht zur Installation von Solaranlagen für errichteten Parkplätzen mit mehr als 100 Stellplätzen. Auch beim Neubau und der Dach-Renovierung von Nichtwohngebäuden sollen Photovoltaikanlagen auf dem Dach grundsätzlich standardmäßig errichtet werden. Auch der Ausbau von Freiflächen-Photovoltaik soll im Rahmen des Landesentwicklungsplanes vorangebracht werden. Das neue Gesetz soll bis zum Herbst 2021 beschlossen werden und noch in dieser Legislatur in Kraft treten.

### Land Bremen
Bremer Bürgerschaft (Landtag) hat am 10. Juni 2020 die Einführung der Solarpflicht beschlossen für alle Neubauten und auch Bestandsgebäude, die eine umfassende Dachsanierung durchführen. Die Verordnung zur Umsetzung erfolgt durch den Senat (Regierung).

### Land Rheinland-Pfalz
Am 14. Juli 2021 hat der Landtag in Rheinland-Pfalz das Landessolargesetz (LSolarG) beraten. Das „Landesgesetz zur Installation von Solaranlagen“ betrifft vornehmlich Einzelhandel, Industrie und Handwerk. Im geplanten Gesetz ist vorgesehen, dass gewerblich genutzte offene Parkplätze ab einer Stellplatzgröße von 50 Fahrzeugen mit einer überdachten Solarcarport Solaranlage betrieben werden müssen. Die Solarpflicht soll ab 2023 gelten. Auch Gewerbeneubauten sind davon betroffen. 60 % der Dachflächen müssen mit Solarmodulen versehen sein. Alternativ ist auch eine Anlage mit Solarthermie möglich. Das LSolarG gilt nur, wenn die Nutzfläche des Gebäudes mindestens 100 Quadratmeter beträgt, die maximal installierte Leistung der PV-Anlage unterhalb der Grenze zur Ausschreibungspflicht für Zahlungsansprüche für Strom nach dem EEG 2021 liegt und das Betreiben einer PV-Anlage wirtschaftlich ist. Von der Solarpflicht ausgenommen sind beispielsweise auch landwirtschaftliche Betriebe, Krankenhäuser und Altenheime.

## Schweiz
Das eidgenössische Parlament beschloss am 30. September 2022 die Änderung des Energiegesetzes dahingehend, dass beim Bau neuer Gebäude auf den Dächern oder an den Fassaden eine Solaranlage, sei dies Photovoltaik- oder Solarthermieanlage, zu erstellen ist, falls die anrechenbare Gebäudefläche mehr als 300 m² beträgt.

### Kanton Aargau
Die Energieverordnung vom 4. Juli 2012 (EnergieV; SAR 773.211 [Stand 1. Januar 2023]) schreibt Solaranlagen auf den Fassaden oder dem Dach vor für Neubauten ab einer anrechenbaren Grundfläche von mehr als 300 m².

### Kanton Schaffhausen
Im Kanton Schaffhausen wurde im Sommer 2024 eine von den Jungen Grünen lancierte Volksinitiative abgelehnt, welche nicht nur bei Neubauten, sondern alle Eigentümer von Immobilien innert 12 Jahren zum Bau einer Solaranlage verpflichtet hätte. Für private Bauten gilt keine Pflicht, jedoch eine vereinfachte Bewilligung. Bei öffentlichen Bauten besteht die Pflicht, geeignete Gebäudeflächen bei Neubauten, neubauartigen Umbauten und Dachsanierungen für die Solarstromerzeugung zu nutzen.

### Kanton Uri
64 Prozent der Urner stimmten im September 2024 gegen eine vom Parlament befürwortete kleinere Fläche von 100 anrechenbaren Quadratmetern für die Solarpflicht. Somit bestehe für 92 Prozent der Häuser im Kanton keine Pflicht, wie die Abstimmungsbotschaft ausgeführt hatte.

### Kanton Zug
Neubauten müssen seit 2023 einen Teil ihres Strombedarfs selbst decken.

### Kanton Zürich
Am 1. September 2022 trat das neue Energiegesetz des Kantons Zürich (EnerG) in Kraft. Laut der darin enthaltenen Pflicht müssen Neubauten «einen Teil» ihres Strombedarfs selbst erzeugen (§ 10b EnerG). Auf Zürcher Dächern könnten gemäss einer ZHAW-Studie zwei Drittel des kantonalen Stromverbrauchs, nämlich jährlich 6 Terawattstunden erzeugt werden. Gemäss Baudirektor lägen 60 Prozent des Solarpotenzials auf 20 Prozent der Dächer. Der Regierungsrat will auf den grösseren Dächern bis spätestens 2040 Solarpanels als Pflicht installieren lassen, eine Mehrheit der Energiekommission im Kantonsrat will noch weiter gehen.

### Kanton Bern
Am 9. Februar 2025 kam es in Bern zu einer Abstimmung über die Verpflichtung bei Neubauten Solaranlagen zu installieren. Grund dafür ist die "Berner Solar-Initiative". Diese verlangte an geeigneten Neubauten Dach- und Fassadensolaranlagen und eine Nachrüstung vorhandener Bauwerke bis ins Jahr 2040. Der angenommene Gegenvorschlag des grossen Rates verzichtet auf Fassadenanlagen und eine Nachrüstungspflicht.